# IIJ
IIJ（Internet Initiative Japan Inc. ，インターネットイニシアティブ，東證1部：3774)是日本第一家ISP，于1992年由鈴木幸一创立，公司提供网络服务、增值外包服务、云计算、广域网服务和系统集成服务。
1999年8月，IIJ在美国纳斯达克上市，2006年12月在东京证券交易所第一部上市。 
IIJ还经营IIJmio，这是一个從2001年开始運營的预付费的移动虚拟运营商服务，它是通過租用NTT DOCOMO网络來提供服務。 

## 外部鏈接
- 官方网站